# Radiologischer Unfall von Ciudad Juárez

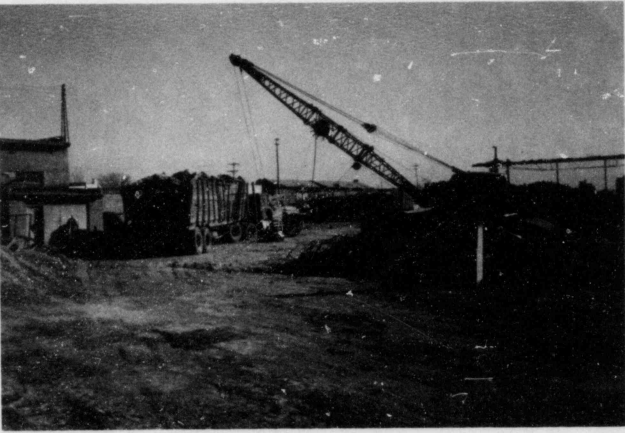
Kran auf dem Yonke Fenix Schrottplatz beim Beladen eines LKW.

Der Radiologische Unfall von Ciudad Juárez ereignete sich in den Jahren 1983 und 1984 in der Stadt Ciudad Juárez im Norden von Mexiko. Radioaktives Material gelangte versehentlich auf einen Schrottplatz und wurde zusammen mit anderem Schrott eingeschmolzen und weiterverarbeitet. Infolge des Unfalls verbreitete sich radioaktiver Stahl in ganz Nordamerika.

## Ablauf der Ereignisse

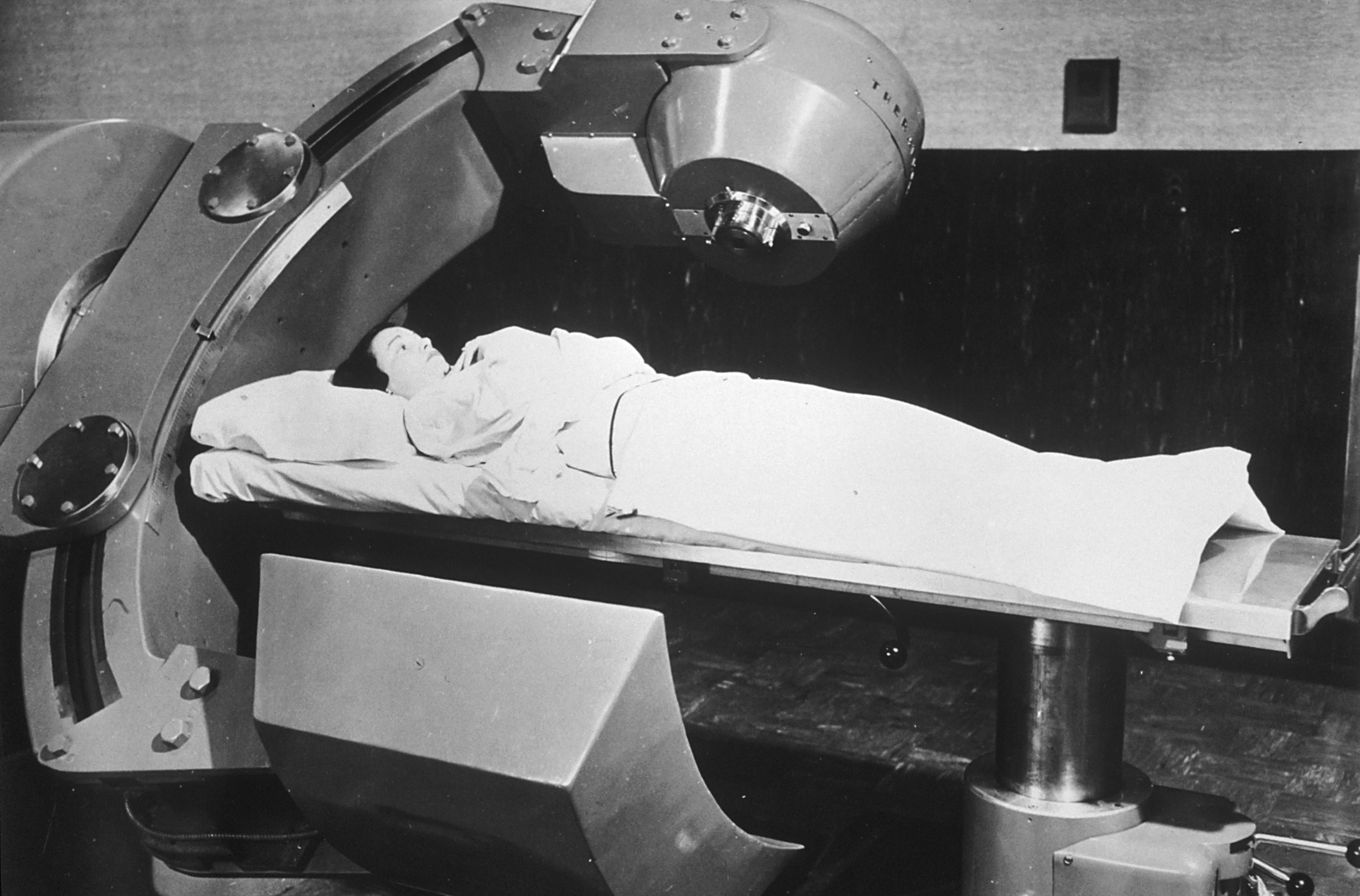
Kobaltkanone zur Strahlentherapie.

Quelle des radioaktiven Materials war eine Kobaltkanone zur medizinischen Strahlentherapie, die 1963 an ein Krankenhaus im US-Bundesstaat Texas geliefert wurde. Das Gerät gelangte über Umwege 1977 in den Besitz eines mexikanischen Krankenhauses, konnte dort aber mangels qualifizierter Mitarbeiter nicht eingesetzt werden. Nachdem das Gerät jahrelang eingelagert worden  war, wurde es Ende des Jahres 1983 für 9 US$ an einen Schrotthändler verkauft, in einigen Quellen ist allerdings auch von Diebstahl die Rede (eng. „[...] was stolen from a warehouse [...]“). Der Schrotthändler und seine Mitarbeiter waren sich der Gefahr nicht bewusst und brachen auf einem Lastwagen die Schutzhülle des Gerätes auf. Infolgedessen fielen 6010 kleine silbrige Cobalt-60−Kugeln auf die Ladefläche seines Lastwagens, die Straße und später das Gelände des Yonke Fenix Schrottplatzes. Die Kugeln hatten einen Durchmesser von circa einem Millimeter und strahlten laut Nuclear Regulatory Commission je mit etwa 25 Röntgen pro Stunde (in 5 cm Entfernung).
Die Cobalt-60–Kugeln verteilten sich auf dem Gelände des Schrottplatzes, vermischten sich mit anderem Altmetall und wurden zusammen mit diesem eingeschmolzen und weiterverarbeitet. Im Dezember 1983 und Januar 1984 produzierten zwei Stahlwerke etwa 4.000 Tonnen, nach anderen Angaben sogar 6.000 Tonnen  Stahl, die infolge des mitverarbeiteten radioaktiven Materials „mehr oder minder“ strahlten. Der Großteil des Stahls wurde zu Betonstahl für die Baubranche verarbeitet. Mindestens ein Unternehmen in der Stadt Chihuahua stellte aus dem Stahl jedoch auch Möbel (Tischfüße) her, ein Unternehmen in Torreón verarbeitete den Stahl zu Elektromotoren.
Der Vorgang wurde erst am 16. Januar 1984 bemerkt, als ein mit kontaminiertem Stahl beladener Lastwagen zufällig an einer Messstation in der Nähe des Los Alamos National Laboratory im Bundesstaat New Mexico vorbeifuhr und einen Alarm auslöste. 40 von 90 Stahlstangen auf der Ladefläche des LKW strahlten mit 6 Millirem (0,06 mSv) pro Stunde.

## Folgen
Laut mexikanischen Behörden waren mindestens 200 Menschen erhöhter Strahlung ausgesetzt. Zwei mexikanische Arbeiter waren enormen Dosen von bis zu 100 Sievert ausgesetzt und erlitten Wunden an Händen und Füßen. Mehrere Gebäude in den US-Bundesstaaten New Mexico und Arizona, in denen strahlender Stahl verbaut worden war, mussten abgerissen werden. Der kontaminierte Stahl verbreitete sich in ganz Nordamerika, selbst im Bundesstaat Vermont wurden radioaktive Tischbeine gefunden. Nach Behördenangaben wurden 2.500 kontaminierte Tischbeine in 40 US-Bundesstaaten gefunden.
Im März 1984 überflog ein mit Sensoren ausgestatteter Hubschrauber des Energieministeriums der Vereinigten Staaten die Stadt Ciudad Juárez und registrierte 17 mit Cobalt-60 kontaminierte Orte. Mexikanische Behörden sicherten über 60 radioaktive Kügelchen entlang von Straßen. Es wird davon ausgegangen, dass sich die Kugeln auf dem Schrottplatz im Reifenprofil von LKWs festsetzten und von diesen unbewusst in der ganzen Stadt verbreitet wurden.
Der Lastwagen, auf dem das Gerät aufgebrochen wurde, war hochgradig radioaktiv und strahlte bei der letzten Messung mit 50 Röntgen pro Stunde (in 1 m Entfernung). Er stand zwischenzeitlich für über einen Monat geparkt in einem Wohngebiet in unmittelbarer Nähe zweier Wohnhäuser, wo Kinder auf dem Lastwagen spielten.

## Ähnliche Unfälle
- Goiânia-Unfall – im Jahr 1987 in Brasilien
- Nuklearunfall von Samut Prakan – im Jahr 2000 auf einem Schrottplatz in Thailand
- Radiologischer Unfall von Lia – im Jahr 2001 in Georgien